# Victoria Ocampo

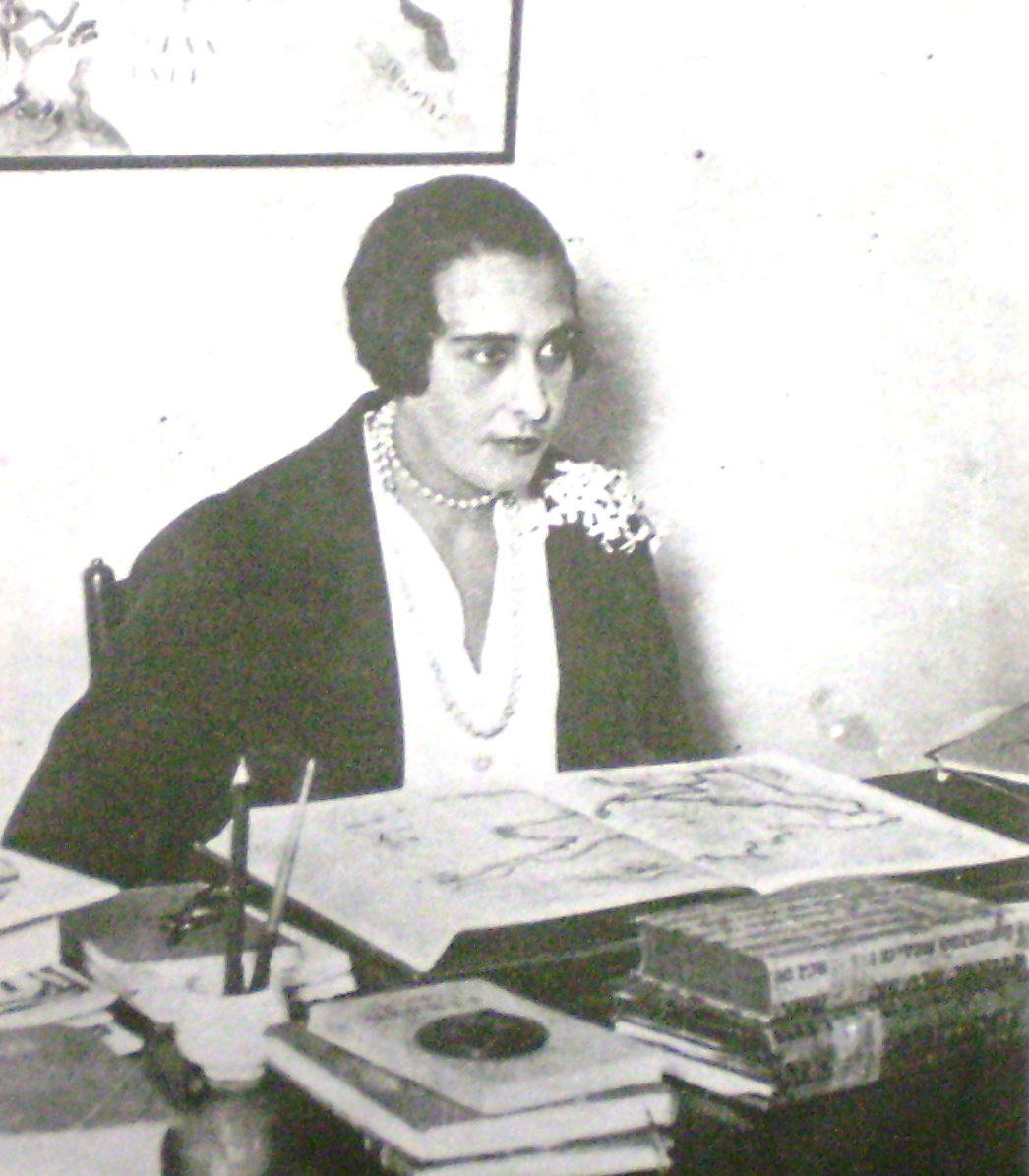
Victoria Ocampo, c. 1925.

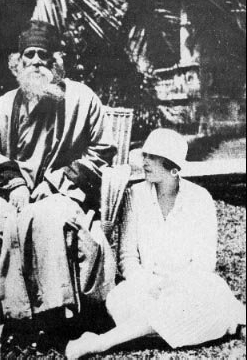
Rabindranath Tagore và Victoria tại "Villa Ocampo"

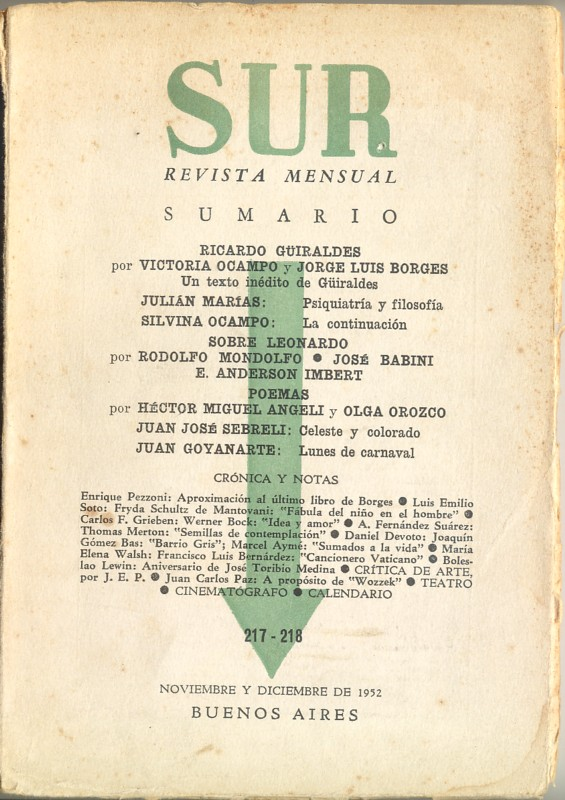
Sur Magazine, 1952

Victoria Ocampo CBE (sinh ngày 7 tháng 4 năm 1890, mất ngày 27 tháng 1 năm 1979)là một nhà văn và nhà trí thức người Argentina, được Jorge Luis Borges mô tả như là La mujer más argentina ("Người phụ nữ tinh túy của Argentina"). Được biết đến nhiều nhất như là một người luôn bênh vực cho người khác và là nhà xuất bản tạp chí văn học huyền thoại Sur, bà cũng là một nhà văn và nhà phê bình và là một trong những phụ nữ Nam Mỹ nổi bật nhất trong thời đại của mình. Em gái của bà, Silvina Ocampo, cũng là một nhà văn, đã kết hôn với  Adolfo Bioy Casares.

## Tiểu sử

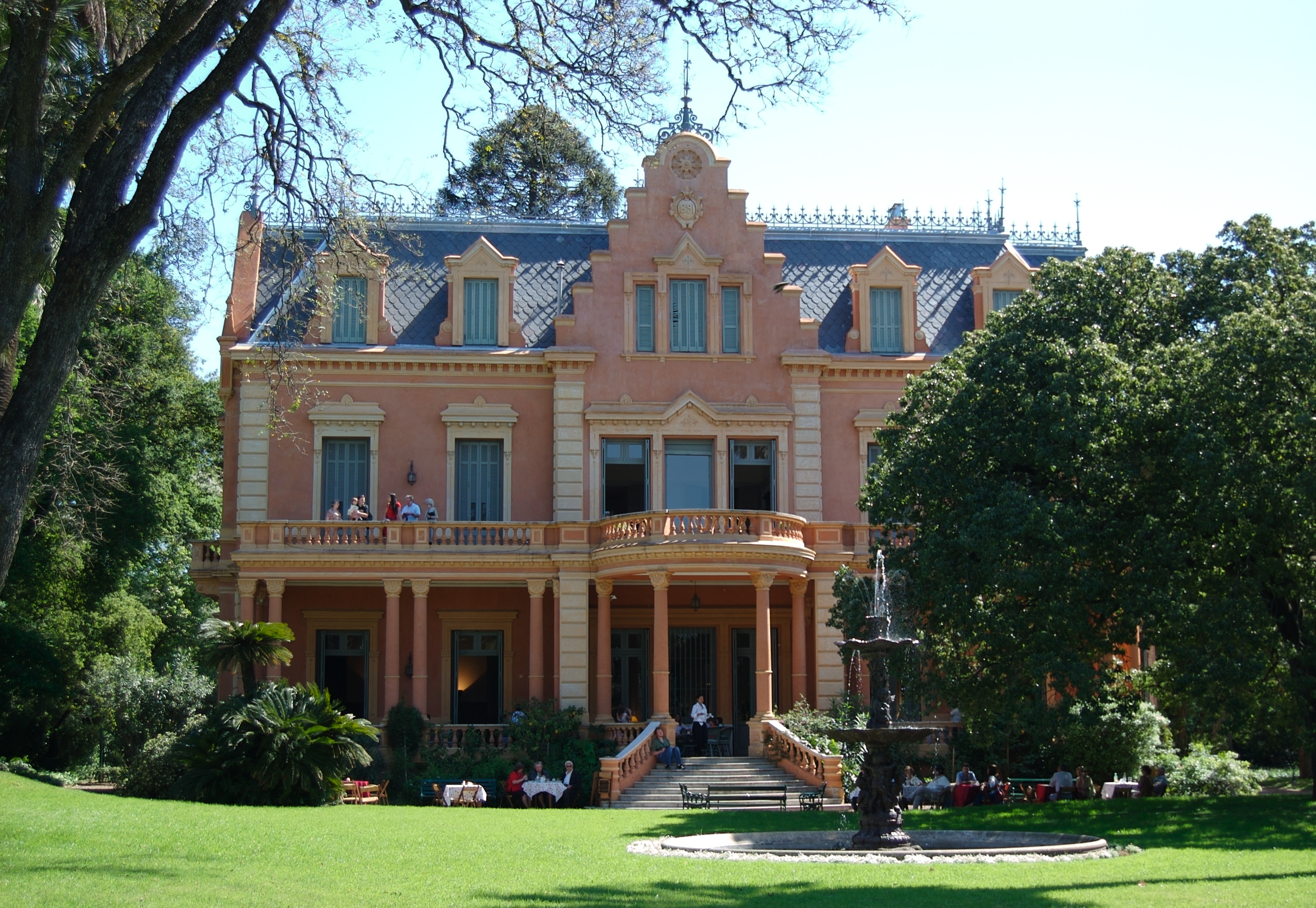
Villa Ocampo, ngôi nhà San Isidro của nhà văn, giờ là một trung tâm văn hóa.

Sinh ra ở  Buenos Aires với tên khai sinh là Ramona Victoria Epifanía Rufina Ocampo trong một gia đình xã hội thượng lưu, bà được một nhà giáo dục người Pháp đào tạo tại nhà. Sau này bà viết, "cuốn sách bảng chữ cái mà tôi đã học để đọc được là bằng tiếng Pháp, cũng như chính bàn tay đã dạy tôi viết những chữ cái đầu tiên."
Ở Buenos Aires, bà là một nhân vật chủ chốt của tầng lớp trí thức của những năm 1920 và 1930. Cuốn sách đầu tiên của bà được viết bằng tiếng Pháp là De Francesca à Beatrice (1923?), là những bình luận về bài thơ Thần khúc của Dante. Các tác phẩm khác bao gồm Domingos en Hyde Park; El Hamlet de Laurence Olivier; Emily Brontë (Terra incógnita); một seri có tên là Testimonios (mười tập); Virginia Woolf, Orlando y Cía; San Isidro; 338171 T.E. (Lawrence of Arabia) (tiểu sử của T. E. Lawrence) và một cuốn tự truyện được xuất bản sau khi bà qua đời. Ngoài ra còn có một cuốn sách đã được biên tập lại về các cuộc đối thoại giữa Ocampo và Borges.